# Lansium domesticum
Langsat, Duku doux à fruit large
Espèce
Il existe une confusion taxonomique pour cette espèce fruitière entre les espèces Lansium domesticum Corrêa, 1807 et Lansium parasiticum (Osbeck) Kosterm., 1966 (synonyme du nom valide Dysoxylum parasiticum (Osbeck) Kosterm, 1966).
Il s'agit d'une espèce d'arbres fruitiers de la famille des acajous (Meliaceae), originaire de l'ouest de l'Asie du Sud-est, également connu sous les noms de Langsat ou Duku doux à gros fruit, selon la variété.
Le taxon correspond à un complexe de plusieurs variétés dont la taxonomie reste à réviser,.
Cette plante est un emblème de la province thaïlandaise de Narathiwat et de la province Indonésienne de Sumatra du Sud.

## Description
Il s'agit d'un arbre de taille moyenne, atteignant 30 mètres de hauteur et 75 centimètres de diamètre. Ils peuvent atteindre 10 mètres de hauteur et 25 centimètres de diamètre en plantation de 30 ans avec une espacement de 8 mètres. Le tronc se développe de manière irrégulière, avec des contreforts montant au-dessus du sol. L'écorce de l'arbre est d'une teinte grisâtre, parsemé de taches claires et sombres. Sa résine est épaisse et laiteuse.
Les feuilles sont composées imparipenné.
Les fleurs sont groupées en groupes de grappes se développent sur les grosses branches ou le tronc ; on peut compter jusqu'à 5 grappes par inflorescence. Elles sont souvent ramifiées à leur base, mesurent 10 à 30 centimètres, sont couvertes d'un duvet. Les fleurs sont petites, courtement pédonculées, et hermaphrodites. Le calice en forme de coupe à cinq lobes est de couleur vert-jaune. La corolle globuleuse rigide mesure 2 à 3 millimètres par 4 à 5 millimètres. L'androcée est réduite à une étamine, mesurant 2 millimètres de long à anthère rond. Le pistil est court et trapu.
Le fruit peut être elliptique, ovale ou rond, mesurant 2 à 7 centimètres sur 1,5 à 5 centimètres de large. Il ressemblent à de petites pommes de terre portées en grappes semblables à des raisins. Les plus gros fruits sont portés par la variété appelée "duku". Il est couvert de minces poils jaunes donnant un aspect un peu flou. L'épaisseur de la peau varie selon la variété, allant de 2 millimètres à environ 6 millimètres. Le fruit contient cinq carpelles dont seulement 1 à 3 sont généralement développées et qui contiennent une graine plate, au goût amer. Les graines sont recouvertes d'un épais arille clair-blanc au goût doux-amer rappelant le raisin et le pamplemousse, et généralement considéré comme excellent. Cette pulpe sucrée et juteuse contient du saccharose, du fructose et du glucose. Pour la consommation, les cultivars à graines petites ou avortées avec un arille épais sont privilégiés.

## Noms vernaculaires
L'arbre et ses fruits sont connus sous divers noms vernaculaires qui varient selon la variété.
Les variétés du groupe Duku sont désignées sous les noms :
- Allemand : Süßer Duku, Dukubaum
- Anglais : Duku, Malaysian Duku, Very Sweet Duku
- Bengali : lotka, bhubi
- Birman : langsak, duku
- Chinois : Da Guo Lan Sa
- Cingalais : gadu guda
- Coréen : Long Kong
- Danois : Sød Duku
- Espagnol : Arbol de duku, Duku dulce
- Français : Duku doux à gros fruit
- Hollandais : Doekoe, Kokosan
- Indonésie
  - Balinais : ceruring, Ceroring
  - Indonésien : duku, langsat, kokosan, Duki, Duku
  - Javanais : Dookkoo
- Italien : Duku Dolce
- Japonais : Duku
- Khmer : long-kong
- Malais : langsat, lansa, langseh, langsep, duku, dokong
- Philippines :
  - Cebuano : buahan, lansones
  - Espagnol des Philippines : lanzón (pluriel: lanzones)
  - Tagalog: lansones, buwa-buwa, Duku
- Portugais : Arbol-do-duku, Duku-Doce
- Thaï : langsat (ลางสาด) (pour la variété à peau fine), longkong (ลองกอง) (pour la variété à peau épaisse), Duku (Doogoo), Langsat Waan
- Vietnamien: dâu da đất, lòn bon, bon bon, Bòn Bon

Les variétés du groupe Langsat-Lonkong sont désignées sous les noms :
- en allemand : Doko, Duku, Echter Lanzebaum, Langsta, Lansabaum, Lansibaum
- en birman : Langsat
- en chinois : Lansa, Lan Sa Guo
- en coréen : Lang Sat
- au Costa Rica : Duki
- à Cuba : Duku, Kokosan
- en danois : Langsat, Langsep
- en espagnol : Arbol de lanza, Lanzón
- en français : Lansium, Langsep
- au Honduras : Duki
- en Indonésie :
  - Alfurese (Sulawesi du Nord) : Dansot, Lansa, Lansat, Lansot, Lantat, Lasat, Lasot, Ranso
  - Acheh : Langsat
  - Bajo : Lansa
  - Balinais : Langsat
  - Baree : Babuna, Lonja
  - Batak : Langsat, Lansat, Lanset, Lantjat, Lassat
  - Beak : Dukem
  - Bima : Lasa
  - Bugis : Langsa, Lese
  - Boeol (Manado, Sulawesi du Nord) :  Londoto
  - Boeroe : Lalasat, Lasat, Lasate
  - Céram occidental : Lasate, Lasete, Nasate
  - Céram oriental : Lakaolo, Lasato, Nasate
  - Dayak (Kalimantan) : Langeset, Langsat, Lansat, Lanset, Lasat, Lawak, Lihat, Lehat, Losot, Ricat, Rihat, Rook
  - Gajo : Langsat
  - Gorontalo : Bhulo
  - Halmahera du Nord : Aha, Laha, Lasa, Lukama
  - Halmahera du Sud : Lukem
  - Java : Duku, Langsat, Langsep, Celoring
  - Kambang : Lansek
  - Lampong : Duku, Langsak, Langsat, Lasak, Pesen, Rarsak, Rasak, Ruku
  - Madura : Doko, Duku, Langsep
  - Makassar : Lasa
  - Malay-Jambi (Lingga, Singkep, Manado) : Duku
  - Malay-Manado (Ambon) : Langsa, Lansa
  - Malay-Manado : Langsat, Lansat
  - Mandar : Bangkola, Lasa, Lase
  - Minangkabau : Langsek, Lansek
  - Mori : Langsa
  - Nias : Lase
  - Noefoer : Seindefoer
  - Oeilias : Lasato, Lasatol
  - Sangir : Lonsong
  - Sawoe : Lasa
  - Simaloer : Lansat, Lantjat
  - Soela : Baunu, Lainsa, Lantja, Lasa
  - Soundanais : Dukuh, Kokosan, Pisitan
  - Taba : Lasap Le
  - Ternate : Lasa
  - Tidore : Lasa
- en italien : Lansio, Lanzone
- en japonais : Ransa
- en malais : Dokong, Duku, Duku Hutan, Duku-Langsat, Langsat, Langsat Hutan, Longkong;
- aux Philippines :
  - Bagobo : Tubua
  - Bicol : Lansones
  - Manobo : Buahan, Buan, Kalibongan
  - Sulu : Buahan
  - Visayas : Boboa, Bulahan, Bukan
  - Tagalog : Lansones
- en néerlandais : Doekoe, Langsep
- en portugais : Arbol-do-lanza
- au Suriname : Duki
- en thaï : Langsat, Lonkong
- en vietnamien : Bòn Bon.

## Cultivars

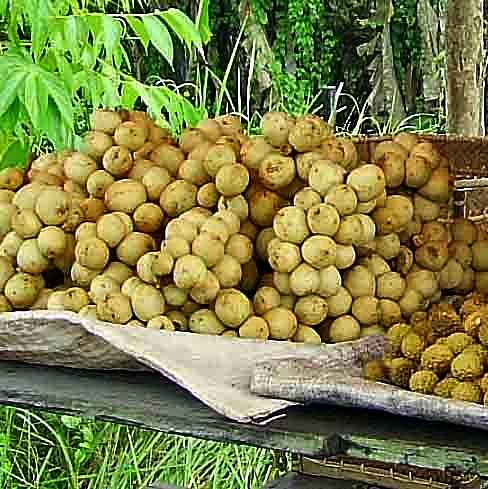
Fruits vendus en bord de route dans l'Ouest de Kutai (Kalimantan, Indonésie)

Il existe de nombreux cultivars, que l'on regroupe généralement en deux groupes principaux : ceux nommés duku et ceux nommés langsat. Il existe aussi des variétés intermédiaires duku-langsat.
Les variétés du groupe duku ont généralement une grande couronne, avec un feuillage épais vert clair, et portent de courtes grappes portant quelques fruits, grands, généralement ronds, avec une peau un peu épaisse qui ne relargue pas de sève à la cuisson. Les graines sont petites, et la chair épaisse, parfumée et de saveur douce à acide.
Les variétés du groupe langsat produisent des arbres généralement plus frêles, avec une couronne moins dense, un feuillage vert foncé et des branches droites, portant davantage de grappes, chargées de 15 à 25 fruits ovoïdes. Leur peau est mince et libère une sève blanche lors de la cuisson. La chair aqueuse a un goût doux-amer. Contrairement au duku, le fruit du langsat ne se conserve pas longtemps après avoir été cueilli : la peau noircit au bout de trois jours, sans cependant affecter la saveur du fruit[réf. nécessaire].

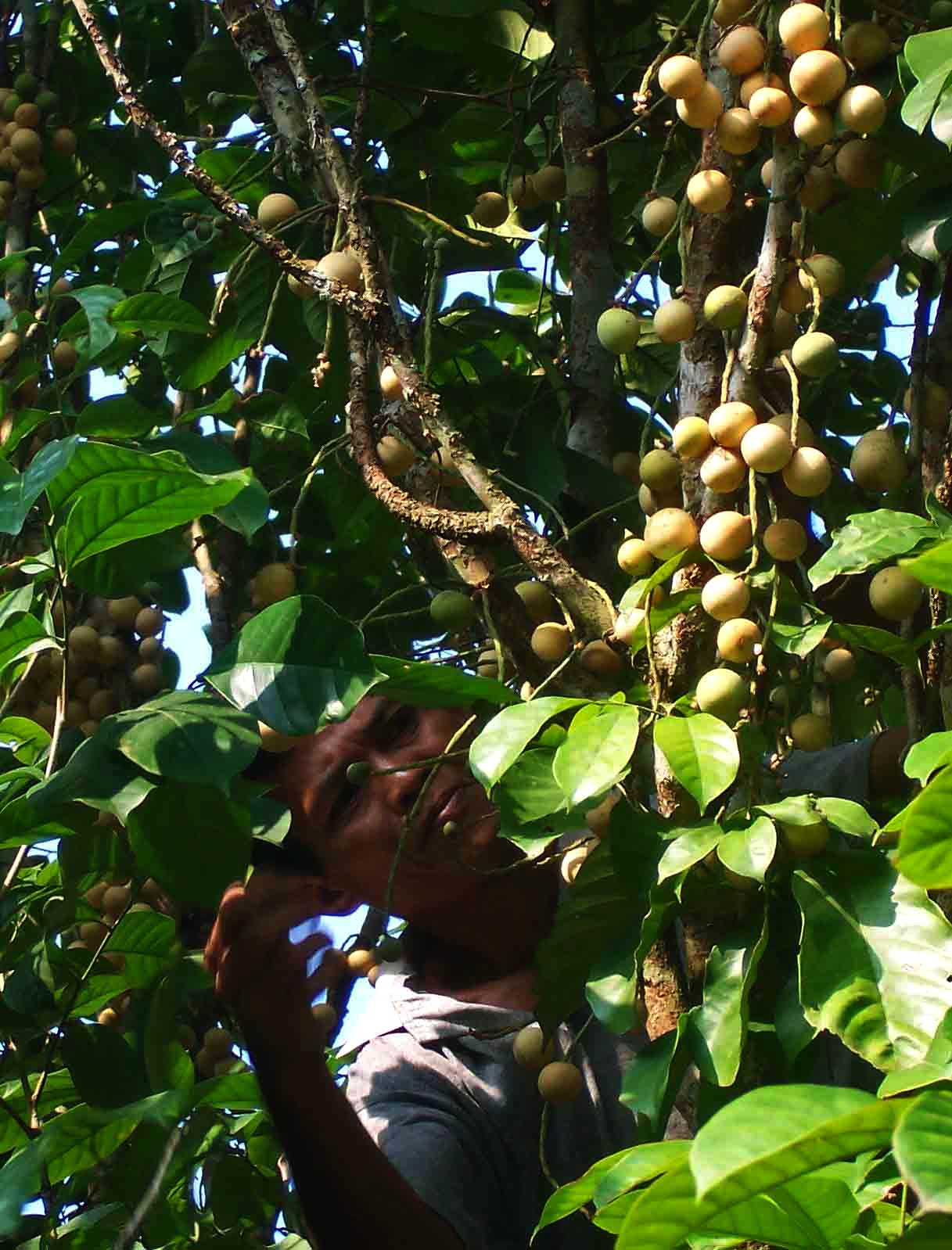
Arbres en culture dans le Mandi Angin, Rawas, Ilir, Musi Rawas.

Le taxon Lansium domesticum var. aquaeum se distingue par ses feuilles poilues, ainsi que ses fruits de couleur jaune foncé condensés en grappes serrées. Les fruits sont plutôt de petite taille, avec peu de sève et une peau fine difficile à enlever. Pour le consommer, le fruit est mordu et la chair aspirée par le trou créé, ou frotté jusqu'à ce que la peau cède et libère le contenu. Les graines sont relativement grande, mince, et la chair acide. En Indonésie, ce fruit a plusieurs noms : kokosan, pisitan, pijetan, bijitan.

## Reproduction
Les graines contenues dans le fruit sont polyembryonées, avec de multiples embryons apomictiques issus des tissus du pied mère et donc de patrimoine génétique identique (apomixie). Les graines sont récalcitrantes, et perdent rapidement leur pouvoir germinatif (en sept jours environ).
Cet arbre est traditionnellement reproduit par diffusion de plants, cultivés ou collectés sous le pied-mère. On considère qu'il met 20 à 25 ans à porter ses premiers fruits, qui sont alors souvent de qualité inférieure,. Cependant, d'après d'autres sources le délai est de 12 ans avant la première fructification, sans détérioration de la qualité. La production varie souvent d'une année à l'autre, et dépend dans une certaine mesure de la saison sèche qui induit la floraison. Par exemple, au Costa Rica, dix arbres d'environ vingt-cinq ans ont produit des quantités variables de fruit sur cinq ans : 50 kg en 2008, 2 000 kg en 2009, 1 000 kg en 2010, 100 kg en 2011 et 1 500 kg en 2012. Aux Philippines, des expériences de greffe de deux arbres plantés proches l'un de l'autre et ensuite anastomosés entre un et deux mètres, de façon à alimenter un tronc principal avec deux systèmes racinaires jumeaux, ont abouti à une production de fruits plus précoce et moins erratique.
Une autre méthode courante est le marcottage aérien. Bien que le processus nécessite plusieurs mois, le nouvel arbre enraciné produit est lui-même prêt à porter ses fruits dans un délai de deux ans. Cependant, les arbres cultivés selon cette méthode ont un taux de mortalité élevé, et la croissance est moins dynamique.
La troisième voie commune de multiplication de ce fruitier est par greffe. Cela se traduit dans les arbres ayant les mêmes caractéristiques génétiques que le pied-mère, et portant des fruits au bout d'un délai de 5 à 6 ans. Les plants sont alors relativement plus résistants que les plantules directement transplantées.

## Écologie

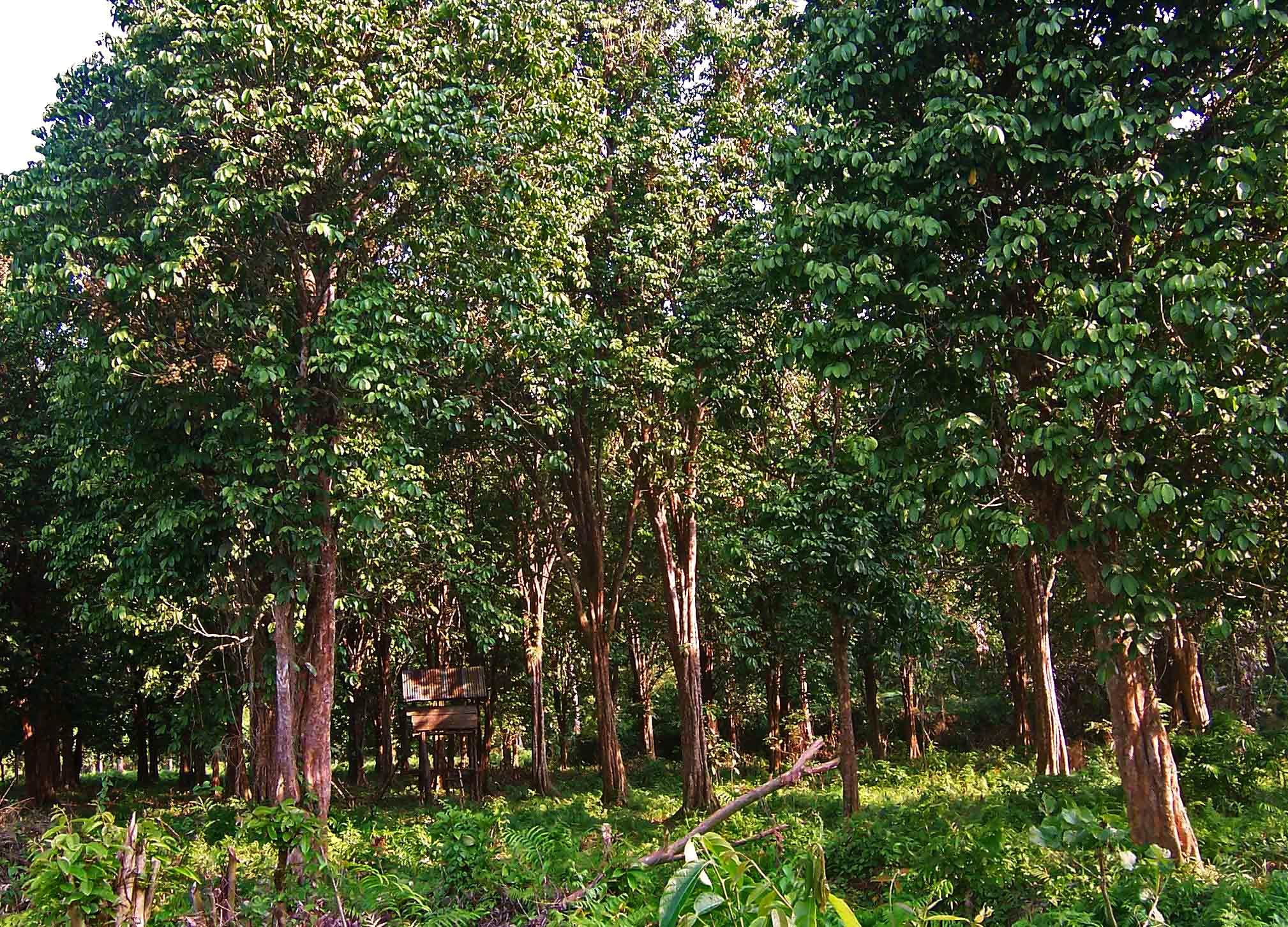
Agroforêt à Duku dans le Mandi Angin, Rawas, Ilir, Musi Rawas.

L. parasiticum pousse bien en mélange dans les systèmes agroforestiers traditionnels indonésiens. La variété duku, préfère les zones humides et ombragées. Il peut être cultivé dans les mêmes agroforêts que le "durian", le "petai", le "jengkol", ainsi que les essences forestières sylvicoles.
p
Ce fruitier est cultivé depuis les terres basses jusqu'à 600 mètres d'altitude, dans les zones à pluviométrie moyenne varie de 1 500 à 2 500 millimètres par an. La plante peut grandir et s'épanouir sur les latosols, les podzols jaunes, et les terrains alluvionnaires. La plante préfère les sols légèrement acides, bien drainés et riches en humus. La variété langsat est la plus résistante, et peut supporter des saisons sèches avec peu d'ombre et d'eau. En revanche cet arbre ne supporte pas les sols engorgés.
Cet arbre porte généralement des fruits une fois par an. Cette période peut varier selon la région, mais la floraison se produit généralement après le début de la saison des pluies et la production de fruits, quatre mois plus tard.

## Répartition
Cet arbre fruitier est originaire d'Asie du Sud-est. Il pousse naturellement dans les forêts de Sumatra, notamment dans les bassins versants des grands fleuves du sud. Lors des crues la rivière monte et inonde les sous-bois pendant quelques mois, et au reflux laisse une grande quantité de feuilles mortes, de brindilles et de matière organique qui enrichit les sols et maintient l'humidité dans la vaste zone du lit majeur, ce qui constitue des conditions idéales pour le développement naturel. La population locale vient alors récolter les fruits de la forêt naturelle en grimpant aux arbres portant des fruits mûrs (après repérage), pour secouer les petites branches et faire tomber les fruits mûrs au sol. Ils sont alors collectés et transportés sur de petits bateaux jusqu'aux villages où ils sont vendus. Dans une bonne année, un arbre de 20 ans peut produire 100 kg de fruits, cependant, la fructification est souvent inégale.
Cet arbre est cultivé pour ses fruits dans l'ensemble de l'Asie du Sud-est : du Sud de l'Inde aux Philippines en passant par la Thaïlande (thaï : ลางสาด, le langsat), le Cambodge, le Viêt Nam, et la Malaisie.
Aux Philippines, où on l'appelle lanzones ou langsa, il est principalement cultivé dans le sud de l'île de Luzon où l'on trouve des conditions favorables à son développement (particulièrement à Paete, province de Laguna) et dans le Nord de l'île de Mindanao (Butuan, Cagayan de Oro, et Camiguin). La variété de Camiguin est particulièrement douce et succulente.
En Indonésie, le Langsat est un fruit très populaire dans l'Ouest de Kalimantan (Pontianak, Indonésie), à Sulawesi et dans le Sud de Sumatra (aussi appelé "Duku'). Dans l'État de Sarawak, au nord de Bornéo, on donne le nom de Duku aux plus grandes variétés de Langsat (environ de la taille d'une balle de golf), qui sont les plus appréciées car plus douces et avec moins de sève dans la peau. Une variété produisant des grappes serrées (ce qui procure des facettes aux fruits), appelée Dokong ("Longkong' thaï : ลองกอง en Thaïlande) est exportée vers la partie continentale de la Malaisie, de la Thaïlande, que l'on préfère généralement aux "Langsat standard".
En dehors de la région, il a également été introduit avec succès à Hawaï et au Suriname. Il pousse bien dans les zones plus humides du Costa Rica (3 mètres de précipitations annuelles ou plus), où il est encore très rare, bien qu'introduit il y a plusieurs décennies par la United Fruit Company. Un obstacle majeur à son implantation semble être le long délai nécessaire de la plantation à la première fructification (12 ans ou plus). Cependant, le marcottage aérien à partir d'arbres matures, ainsi que la greffe ont permis d'accélérer l'obtention des premières récoltes.

## Utilisations

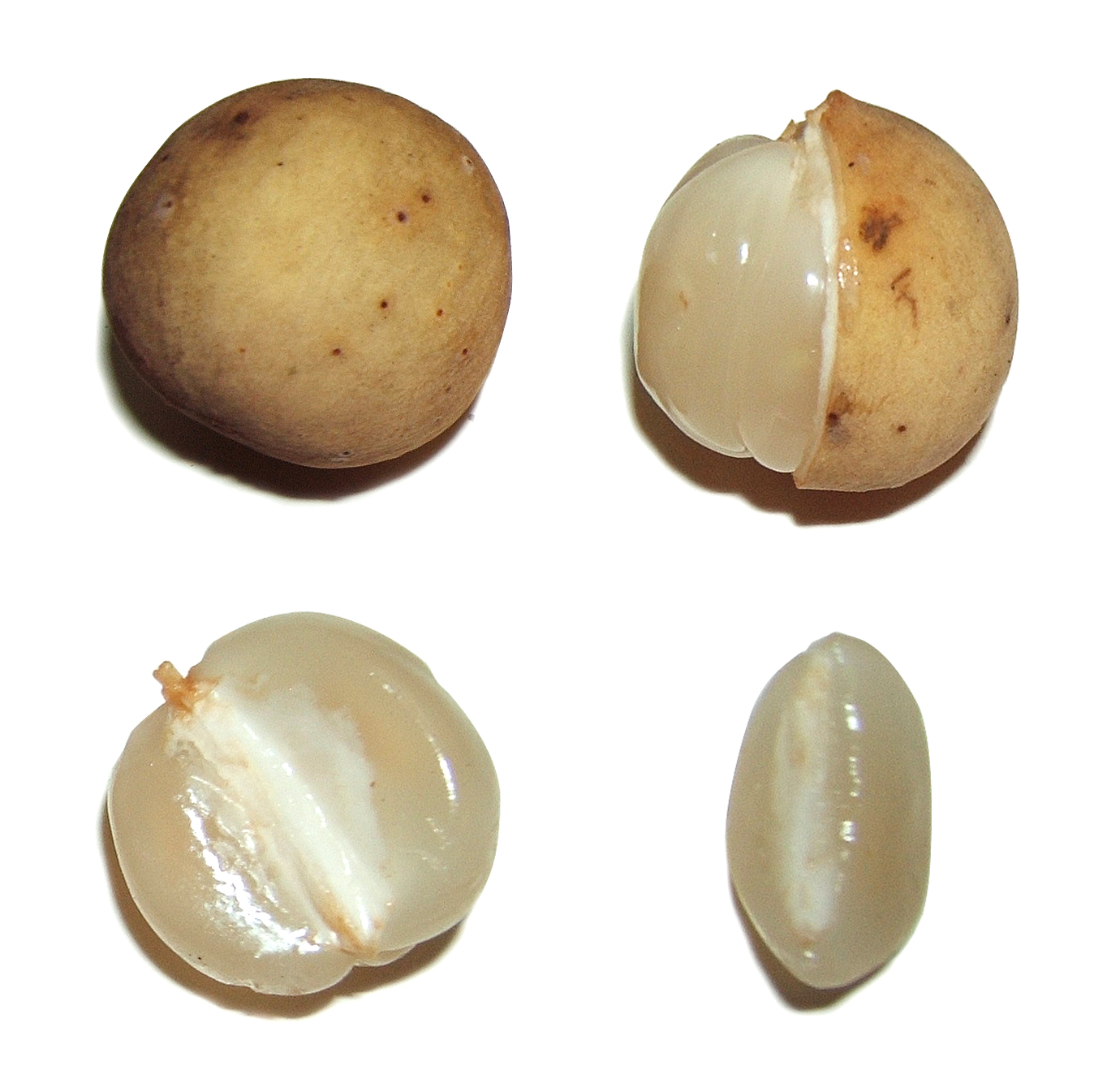
Fruits pelés, montrant l'arille charnu blanc autour des graines.

Cet arbre est cultivé principalement pour ses fruits, qui peuvent être consommés crus, ou conservés dans du sirop ou confit.
Son bois brun-clair, dur, épais, lourd et résistant, est utilisé dans la construction de maisons rurales.
Certaines parties de la plante sont utilisées dans les médecines traditionnelles. Les graines amères peuvent être pilées et mélangées avec de l'eau comme anti-parasitaire, ou pour lutter contre les ulcères médicamenteux. À Java, Bornéo et en Malaisie, la décoction de l'écorce astringente est réputée pour lutter contre la dysenterie et parfois contre le paludisme. L'écorce réduite en poudre et appliquée en cataplasme pour soulager les piqûres de scorpion. La peau du fruit est utilisée pour traiter la diarrhée. La décoction d'écorce et de feuilles a été employée dans le traitement de la dysenterie. Le goudron de bois est utilisé a été le noircissement des dents[pas clair]. La sève des feuilles a été utilisé le collyre pour les yeux. Le jus de l'écorce et la peau des fruits sont employées dans la confection des flèches empoisonnées chez les Dayak. En Malaisie péninsulaire, les graines amères, concassées, ont été utilisées pour guérir les fièvres chez les Sakai. La résine de l'écorce a été prescrite pour soigner les flatulences et les enflures, comme antispasmodique, et pour le traitement des coliques des inflammations du tractus gastro-intestinal. La teinture préparée à partir d'écorce séchée est aussi réputée antidiarrhéique ou anticolique. Aux Philippines, la peau du fruit de la variété langsat est séchée et brûlée comme un encens aromatique, qui éloigne les moustiques et que l'on diffuse dans la chambre des malades,.
Diverses études ont porté sur ce fruit et ses propriétés antioxydantes, antimicrobiennes, antileukotriènes, cytotoxique/antitumorale, antibactériennes, anti-plasmodium et pour le blanchiment de la peau,.
Les plus grands producteurs de ces fruits sont la Malaisie, la Thaïlande, les Philippines et l'Indonésie. La production est principalement pour la consommation interne, même si une partie est exportée vers Singapour et Hong Kong.

## Composition
La composition du distillat des fruits de duku et de langsat est principalement dominée par des sesquiterpène dont le plus abondant est le germacrène-D.
More than 40 volatiles and static headspace of 36 volatiles of fresh longkong (original fresh pulp) were identifi ed; 1,3,5-trioxane (33,8 %), (E)-2- hexenal (23,8 %), a -calacorene (6,9 %), a - cubebene (5,4 %), isoledene (4,7 %), and copaene (4,0 %) (Laohakunjit et al. 2007).

### Lansium domesticum
- (fr + en) GBIF : Lansium domesticum Corrêa (consulté le 17 juillet 2021)
- (fr) INPN : Lansium domesticum Corrêa (TAXREF)  (consulté le 17 juillet 2021)
- (en) The Plant List : Lansium domesticum Corrêa  (source : KewGarden WCSP) (consulté le 17 juillet 2021)
- (en) Tropicos : Lansium domesticum Corrêa  (+ liste sous-taxons) (consulté le 17 juillet 2021)
- (fr + en) EOL : Lansium domesticum Corrêa (consulté le 17 juillet 2021)
- (en) IRMNG : Lansium domesticum Corrêa (consulté le 17 juillet 2021)
- (en) GRIN : espèce Lansium domesticum Corrêa (consulté le 17 juillet 2021)
- (en) NCBI : Lansium domesticum Corrêa (taxons inclus) (consulté le 17 juillet 2021)
- (en) Catalogue of Life : Lansium domesticum Corrêa (consulté le 17 juillet 2021)
- (en) IPNI : Lansium domesticum Corrêa  (consulté le 17 juillet 2021)
- (en) POWO : Lansium domesticum Corrêa (consulté le 17 juillet 2021)
- (en) WCVP : Lansium domesticum Corrêa (consulté le 17 juillet 2021)
- (en) World Flora Online : Lansium domesticum Corrêa (+descriptions) (consulté le 17 juillet 2021)

### Lansium parasiticum(=Dysoxylum parasiticum)
- (fr + en) GBIF : Dysoxylum parasiticum (Osbeck) Kosterm. (consulté le 17 juillet 2021)
- (en) The Plant List : Dysoxylum parasiticum (Osbeck) Kosterm.  (source : KewGarden WCSP) (consulté le 17 juillet 2021)
- (en) Tropicos : Dysoxylum parasiticum (Osbeck) Kosterm.  (+ liste sous-taxons) (consulté le 17 juillet 2021)
- (fr + en) EOL : Dysoxylum parasiticum (Osbeck) Kosterm. (consulté le 17 juillet 2021)
- (en) GRIN : espèce Dysoxylum parasiticum (Osbeck) Kosterm. (consulté le 17 juillet 2021)
- (en) NCBI : Dysoxylum parasiticum (Osbeck) Kosterm. (taxons inclus) (consulté le 17 juillet 2021)
- (en) Catalogue of Life : Epicharis parasitica (Osbeck) Mabb. (synonymie) (consulté le 8 avril 2023)
- (en) IPNI : Dysoxylum parasiticum (Osbeck) Kosterm.  (consulté le 17 juillet 2021)
- (en) POWO : Dysoxylum parasiticum (Osbeck) Kosterm. (consulté le 17 juillet 2021)
- (en) WCVP : Dysoxylum parasiticum (Osbeck) Kosterm. (consulté le 17 juillet 2021)
- (en) World Flora Online : Dysoxylum parasiticum (Osbeck) Kosterm. (+descriptions) (consulté le 17 juillet 2021)